# Ectrosia danesii
Ectrosia danesii är en gräsart som beskrevs av Karel Domin. Ectrosia danesii ingår i släktet Ectrosia och familjen gräs. Inga underarter finns listade i Catalogue of Life.